# Trofeo Ciudad de Albacete
El Trofeo Ciudad de Albacete es un torneo internacional de fútbol organizado por el Albacete Balompié. Desde su inicio en 1973 se disputa en el estadio Carlos Belmonte de la ciudad española de Albacete. Este torneo sirve cada pretemporada como presentación ante sus aficionados del club anfitrión.

## Historia

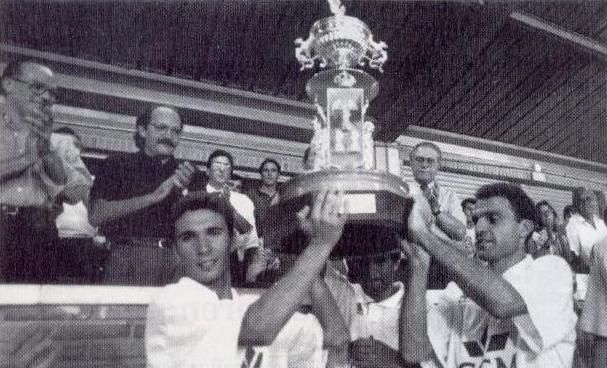
Los jugadores del Albacete Pedro Cordero y Esteban Fradera levantan el trofeo de la ciudad en 1994

El trofeo se celebra cada año en el mes de agosto, y en alguna ocasión en los inicios de septiembre coincidiendo con la Feria de Albacete. Es un torneo veraniego que empezó su andadura en 1973 y que se decidió con un encuentro entre el club local y la U.B. Conquense, el 14 de septiembre de ese mismo año. Ganó el Albacete Balompié por dos goles a cero, con tantos de Neme y Gerardo. Es uno de los torneos de fútbol más importantes de la ciudad. No obstante, los problemas económicos de la entidad albacetense hicieron que el torneo fuera poco a poco perdiendo interés hasta un parón en su celebración en 1996. Hasta 2017 no volvió a disputarse de nuevo.

## Sistema de competición
Pueden distinguirse dos épocas. En los primeros diez años solía disputarse en formato de cuadrangular y de triangular. Y a partir de 1983, se disputa a partido único entre el Albacete Balompié y otro rival. Al club campeón se le otorga como premio un precioso trofeo con unos guerreros íberos, siendo el club local el que más trofeos posee con un total de trece.

## Historial
| Edición | Temporada | Campeón            | Subcampeón           | Tercer clasificado   | Cuarto clasificado | Resultado de la final |
| 1       | 1973-74   | Albacete Balompié  | U.B. Conquense       | C.D. Manchego        | C.D. Toledo        | 2-0                   |
| 2       | 1974-75   | Albacete Balompié  | C.D. Castellón       | Hellín Deportivo     | Stade Reims        | 4-1                   |
| 3       | 1975-76   | C.D. Castellón     | S.C. Olhanense       | Rácing de Santander  | Albacete Balompié  | 5-1                   |
| 4       | 1976-77   | C.E. Sabadell F.C. | Albacete Balompié    | Académica de Coimbra | -                  | -                     |
| 5       | 1977-78   | Albacete Balompié  | C.D. Eldense         | C.D. Toledo          | U.D. Almansa       | 3-1                   |
| 6       | 1978-79   | Albacete Balompié  | C.D. Castellón       | C.D. Toledo          | Calvo Sotelo C.F.  | 1-0                   |
| 7       | 1979-80   | Real Murcia C.F.   | Albacete Balompié    | C.D. Toledo          | -                  | -                     |
| 8       | 1980-81   | Albacete Balompié  | Cartagena F.C.       | C.D. Eldense         | -                  | -                     |
| 9       | 1981-82   | Albacete Balompié  | Atlético de Madrid B | Getafe Deportivo     | -                  | -                     |
| 10      | 1982-83   | Real Jaén C.F.     | Albacete Balompié    | C.D. Castellón       | -                  | -                     |
| 11      | 1983-84   | Albacete Balompié  | Elche C.F.           | -                    | -                  | 1-0                   |
| 12      | 1985-86   | Real Murcia C.F.   | Albacete Balompié    | Real Madrid Castilla | -                  | -                     |
| 13      | 1986-87   | R.C.D. Mallorca    | Albacete Balompié    | -                    | -                  | 2-1                   |
| 14      | 1987-88   | Club Nacional      | Albacete Balompié    | -                    | -                  | 2-0                   |
| 15      | 1988-89   | Albacete Balompié  | Real Madrid Castilla | -                    | -                  | 2-0                   |
| 16      | 1989-90   | Albacete Balompié  | Real Murcia C.F.     | -                    | -                  | 2-1                   |
| 17      | 1991-92   | Albacete Balompié  | F.C. Dinamo de Kiev  | -                    | -                  | 1-0                   |
| 18      | 1993-94   | Albacete Balompié  | Sao Paulo F.C.       | -                    | -                  | 3-1                   |
| 19      | 1994-95   | Albacete Balompié  | Sevilla F.C.         | -                    | -                  | 0-0 (penaltis)        |
| 20      | 1995-96   | Club Nacional      | Albacete Balompié    | -                    | -                  | 2-1                   |
| 21      | 1996-97   | Cerro Porteño      | Albacete Balompié    | -                    | -                  | 3-3 (penaltis)        |
| 22      | 2017-18   | Albacete Balompié  | Getafe C.F.          | -                    | -                  | 2-1                   |
| 23      | 2018-19   | Levante U.D.       | Albacete Balompié    | -                    | -                  | 2-2 (penaltis)        |

## Títulos por equipo
| Equipo             | Títulos | Temporadas campeón                                                                                                  |
| ------------------ | ------- | --- |
| Albacete Balompié  | 13      | 1973-74, 1974-75, 1977-78, 1978-79, 1980-81, 1981-82, 1983-84, 1988-89, 1989-90, 1991-92, 1993-94, 1994-95, 2017-18 |
| Real Murcia C.F.   | 2       | 1979-80, 1985-86 |
| Club Nacional      | 2       | 1987-88, 1995-96 |
| C.D. Castellón     | 1       | 1975-76 |
| C.E. Sabadell F.C. | 1       | 1976-77 |
| Real Jaén C.F.     | 1       | 1982-83 |
| R.C.D. Mallorca    | 1       | 1986-87 |
| Cerro Porteño      | 1       | 1996-97 |
| Levante U.D.       | 1       | 2018-19 |